# Aphia
Aphia is een monotypisch geslacht van straalvinnige vissen uit de familie van de grondels (Gobiidae).

## Soort
- Aphia minuta Risso, 1810 – Glasgrondel